# Грабовац (Мађарска)
Грабовац (мађ. Grábóc) је село у Мађарској, у јужном делу државе. Село управо припада Боњхадском срезу Тољанске жупаније, са седиштем у Сексарду.
Грабовац је данас познат истоименом манастиру Српске православне цркве, једином на тлу Мађарске. До почетка 20. века Грабовац је имао живу српску заједницу.

## Природне одлике
Насеље Грабовац се налази у јужној Мађарској, у историјској области Толна. Најближи већи град је Сексард.
Село је смештено на североисточним падинама планине Мечек. 15-ак километара источно протиче Дунав. Надморска висина насеља је приближно 140 метара.

## Историја
Срби од Велике сеобе 1690. године. Срби су увек били у малом броју и удаљени од остатка српског народа у Угарској, па већ крајем 19. века они постају ретки у овим крајевима. Приликом исељавања Срба из новоосноване Мађарске у матицу после Првог светског рата из села се иселило свега 50 преосталих душа.

## Становништво
Према подацима из 2013. године Грабовац је имао 180 становника. Последњих година број становника опада.
Претежно становништво у насељу чине Мађари римокатоличке вероисповести.